# 3. Armee (Sowjetarmee)

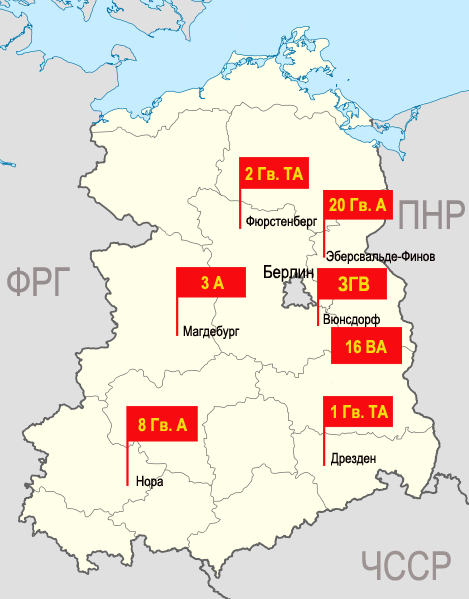
Stationierungsorte der WGT Armeen 1991.

Die 3. Armee (russisch 3-я армия) (kurz: 3. A / Truppenteil № der Führung (В/Ч): 16736) unterstand der Gruppe der Sowjetischen Streitkräfte in Deutschland bzw. Westgruppe der Truppen (GSSD/WGT). Das Hauptquartier der Armee befand sich in Magdeburg. Der Großverband trug seit seiner Aufstellung im Zweiten Weltkrieg verschiedene Bezeichnungen. Die volle Bezeichnung zum Zeitpunkt der Auflösung lautete 3. Allgemeine Rotbanner-Armee (russisch 3-я общевойсковая Краснознамённая армия/3-ja obschewoiskowaja krasnosnamjonnaja armija, oder kurz 3. A). Die Armee wurde bis Oktober 1991 nach Russland abgezogen und aufgelöst.

## Geschichte
Der Großverband trug seit seiner Aufstellung folgende Bezeichnungen:
- 60. Armee 1941 (15. November 1941, erste Formierung)
- 3. Stoßarmee 1941 bis 1954 (25. Dezember 1941, nach Umgliederung aus der 60. A entstanden)
  - erneute Aufstellung einer 60. Armee 1942 bis 1945 (7. Juli 1942, auf Basis der 3. Reservearmee; Auflösung August 1945)
- 3. Armee 1954 bis 1991 (6. Januar 1954, Umbenennung)

### Zweiter Weltkrieg
Die Erstaufstellung der 60. Armee aus Einheiten des Militärbezirks Wolga erfolgte gemäß Direktive des Hauptquartiers des Kommandos des Obersten Befehlshabers der Roten Armee vom 2. November 1941, mit Dislozierung im Militärbezirk Moskau und direkter Unterstellung unter das Hauptquartier. Zum Anfangsbestand der 3. A gehörten fünf Schützendivisionen, eine Kavalleriedivision mehrere Artillerie- und sonstige Truppenteil und Einheiten. Ab 25. Dezember 1941 war die Armee Bestandteil der Moskauer Verteidigungszone.
Am 25. Dezember 1941 wurde die 60. Armee umgegliedert und umbenannt in 3. Stoßarmee. Am 7. Juli 1942 wurde erneut ein Großverband aufgestellt, der die  Bezeichnung 60. Armee erhielt. Im August 1945 wurde diese Armee umgegliedert. Aus dem bisherigen Führungspersonal der 60. Armee wurde der Führungsstab des Militärbezirks Nordkaukasus formiert.

### Nachkriegsperiode
Nach dem Krieg wurde die Armee der GSSD/WGT unterstellt. Das Hauptquartier der Armee wurde in Magdeburg eingerichtet und verblieb dort bis zum Abzug 1991.
Am 6. Januar 1954 erfolgte die Umbenennung in 3. Armee (Alternativbezeichnung: 3. Allgemeine Armee). 1974 wurde die Armee mit dem Rotbannerorden ausgezeichnet. Die neue Bezeichnung 3. (Allgemeine) Rotbannerarmee behielt der Großverband dann bis zum Abzug und zur Auflösung 1991 bei.

## Befehlshaber der Armee
- 1941 bis 1954 siehe 3. Stoßarmee

- Aleksejew, Dmitri Fjodorowitsch (Januar 1954 – Juni 1956) – Generaloberst (GenOberst)

- Baukow, Leonid Iwanowitsch (Juni 1956 – Dezember 1959) – Generalleutnant (GenLt)

- Frolenkow, Michail Nikolajewitsch (Dezember 1959 – August 1962)  – GenLt der Panzertruppen

- Kljukanow, Aleksandr Iwanowitsch (August 1962 – Juni 1965) – GenLt

- Kurkotkin, Semjon Konstantinowitsch (Juni 1965 – August 1966) – GenLt der Panzertruppen

- Gorban, Wassili Moisejewitsch (August 1966 – August 1969) – Held der Sowjetunion und GenLt der Panzertruppen

- Warennikow, Walentin Iwanowitsch (August 1969 – Juni 1971) – GenLt

- Tousakow, Jewgeni Aleksandrowitsch (Juni 1971 – Januar 1973) – GenLt

- Kusnezow, Leonid Iwanowitsch (Januar 1973 – November 1974) – GenLt

- Makartschuk, Pjotr Jefimowitsch  (November 1974 – Juli 1977) – GenLt

- Sozkow, Michail Michailowitsch (Juli 1977 – Juli 1979) – GenLt

- Skokow, Wiktor Wassiljewitsch (Juli 1979 – Dezember 1982) – GenLt

- Pjankow, Boris Jewgenjewitsch (Dezember 1982 – Juli 1985) – GenLt

- Tschetschewatow, Wiktor Stepanowitsch (Juli 1985 – 1987) – GenLt

- Mitjuchin, Aleksei Nikolajewitsch (1987 – Oktober 1991) – GenLt

## Bestand der Armee
Die 3. Armee gehörte bis 1991 zur Westgruppe der Truppen und hatte folgenden Bestand:

### Direktunterstellte
| Bezeichnung             | Bezeichnung                                                | Bezeichnung                                                | Standort    | Tarnname            | Truppen-№ | Bemerkung                            |
| ----------------------- | ---------------------------------------------------------- | ---------------------------------------------------------- | ----------- | ------------------- | --------- | ------------------------------------ |
| Hauptquartier der Armee | Hauptquartier der Armee                                    | Hauptquartier der Armee                                    | Magdeburg   | «Schasmin»          | 16736     | auch Stab der Armee                  |
|                         | 792. Selbständige Speznas-Aufklärungskompanie              | 792. Selbständige Speznas-Aufklärungskompanie              | Cochstedt   |                     | 51953     |                                      |
|                         | 115. Selbständiges Panzerregiment                          | 115. Selbständiges Panzerregiment                          | Quedlinburg | «Pila»              | 59210     | bis Spätherbst 1990                  |
|                         | 899. Selbständiges Luftsturm-Bataillon                     | 899. Selbständiges Luftsturm-Bataillon                     | Burg        |                     | 61139     | bis Ende 1989                        |
|                         | 451. Selbständige Panzerabwehrabteilung                    | 451. Selbständige Panzerabwehrabteilung                    | Magdeburg   |                     | 50348     | im Sinne von Panzerjägerabteilung    |
|                         | 232. Selbstständiges Wach- und Sicherstellungsbataillon    | 232. Selbstständiges Wach- und Sicherstellungsbataillon    | Magdeburg   |                     | 66007     |                                      |
|                         | 36. Raketenbrigade                                         | 36. Raketenbrigade                                         | Altengrabow | «Gigena»            | 66222     | 8 TR «R-17» (9K72 «Elbrus»)          |
|                         | 448. Raketenbrigade                                        | 448. Raketenbrigade                                        | Born        |                     | 93926     | (9К79 «Точка») SS-21 Scarab          |
|                         | 49. Flugabwehr-Raketenbrigade                              | 49. Flugabwehr-Raketenbrigade                              | Planken     | «Radomir»           | 53504     |                                      |
|                         | 385. Artilleriebrigade                                     | 385. Artilleriebrigade                                     | Planken     | «Omul»              | 11526     | 72×2S5, 5×PRP-3, 1×R-145BM, 2×BTR-60 |
|                         | 178. Selbstständiges Kampfhubschrauberregiment             | 178. Selbstständiges Kampfhubschrauberregiment             | Borstel     |                     | 13993     | 40×Mi-24, 9×Mi-8                     |
|                         | 440. Selbstständiges Kampfhubschrauberregiment             | 440. Selbstständiges Kampfhubschrauberregiment             | Borstel     |                     | 31412     | 40×Mi-24, 30×Mi-8                    |
|                         | 296. Selbstständige Hubschrauberstaffel                    | 296. Selbstständige Hubschrauberstaffel                    | Mahlwinkel  |                     | 66566     | 6×Mi-8, 2×Mi-6, 2×Mi-24K, 2×Mi-24R   |
|                         | 323. Selbständiges Pionierbataillon                        | 323. Selbständiges Pionierbataillon                        | Magdeburg   |                     | 43447     |                                      |
|                         | 36. Selbstständiges Pontonbrücken-Regiment                 | 36. Selbstständiges Pontonbrücken-Regiment                 | Magdeburg   | «Pachnalit»         | 43408     |                                      |
|                         | 482. Selbständiges Bugsierboot Pionierbataillon            | 482. Selbständiges Bugsierboot Pionierbataillon            | Magdeburg   |                     | 41680     |                                      |
|                         | 2. Selbständiges Bataillon Chemische Aufklärung            | 2. Selbständiges Bataillon Chemische Aufklärung            | Burg        |                     | 19574     |                                      |
|                         | 105. Selbständiges Fernmelderegiment                       | 105. Selbständiges Fernmelderegiment                       | Magdeburg   | «Turneps»           | 25556     | 4×R-145BM, 1×R-156BTR, 1×R-137B      |
|                         | 254. Selbstständiges Funktechnisches Regiment              | 254. Selbstständiges Funktechnisches Regiment              | Cochstedt   | «Deschnik»          | 57286     |                                      |
|                         | 15. Selbstständiges Funktechnisches Bataillon              | 15. Selbstständiges Funktechnisches Bataillon              | Magdeburg   | «Moros»             | 61005     | 1×R-145BM                            |
|                         | 457. Selbständiges Richtfunk-Kabelbataillon                | 457. Selbständiges Richtfunk-Kabelbataillon                | Magdeburg   | «Polotenze»         | 46626     |                                      |
|                         | 10. Selbstständiges EloKa-Bataillon                        | 10. Selbstständiges EloKa-Bataillon                        | Stahnsdorf  | «Metrika»           | 17832     |                                      |
|                         | 42. Logistikbrigade                                        | 42. Logistikbrigade                                        | Magdeburg   | «Jadriza»           | 05134     |                                      |
|                         | 298. Selbständiges Reparatur- und Instandsetzungsbataillon | 298. Selbständiges Reparatur- und Instandsetzungsbataillon | Schönebeck  |                     | 41438     |                                      |
|                         | 302. Selbständiges Reparatur- und Instandsetzungsbataillon | 302. Selbständiges Reparatur- und Instandsetzungsbataillon | Schönebeck  |                     | 51055     |                                      |
|                         | 1408. Militärlazarett                                      | 1408. Militärlazarett                                      | Magdeburg   | «Deistwije 06»      | 28573     |                                      |
|                         | 989. Militärlazarett                                       | 989. Militärlazarett                                       | Altengrabow | «Istoritscheski 03» | 17692     |                                      |
|                         | 20. Sanitätseinheit für Epidemiologie                      | 20. Sanitätseinheit für Epidemiologie                      | Magdeburg   |                     | 62930     |                                      |

### 7. Garde-Panzerdivision
| Bezeichnung | Bezeichnung | Bezeichnung                                               | Standort               | Tarnname    | Truppen-№ | Bemerkung |
| ----------- | --- | --------------------------------------------------------- | ---------------------- | ----------- | --------- | --------- |
|             | 7. Garde-Panzerdivision | 7. Garde-Panzerdivision                                   | Roßlau (Elbe)          | «Adressat»  | 58391     |           |
|             | | 55. Garde-Panzerregiment                                  | Lutherstadt Wittenberg |             | 58434     |           |
|             | | 56. Garde-Panzerregiment                                  | Zerbst                 | «Ichtolog»  | 58404     |           |
|             | | 79. Garde-Panzerregiment                                  | Roßlau (Elbe)          | «Dernistyi» | 58434     |           |
|             | | 40. MotSchützenregiment                                   | Bernburg               |             | 83060     |           |
|             | | 670. Garde-Panzer-Artillerieregiment                      | Cochstedt              | «Gidroskop» | 35148     |           |
|             | | 287. Flugabwehr-Raketenregiment                           | Roßlau (Elbe)          |             | 34974     |           |
|             | | 4. Selbständiges Aufklärungsbataillon                     | Quedlinburg            |             | 47368     |           |
|             | | 146. Selbständiges Fernmeldebataillon                     | Roßlau (Elbe)          |             | 58394     |           |
|             | | 121. Selbständiges Pionierbataillon                       | Roßlau (Elbe)          | «Karamat»   | 58544     |           |
|             | | Selbständiges Bataillon Chemische Abwehr                  | Roßlau (Elbe)          |             | 25478     |           |
|             | | 183. Selbständiges Logistik-Bataillon                     | Roßlau (Elbe)          |             | 60449     |           |
|             | | 58. Selbständiges Reparatur- und Instandsetzungsbataillon | Roßlau (Elbe)          |             | 17843     |           |
|             | | 89. Selbständiges Sanitätsbataillon                       | Dessau                 |             | 58818     |           |

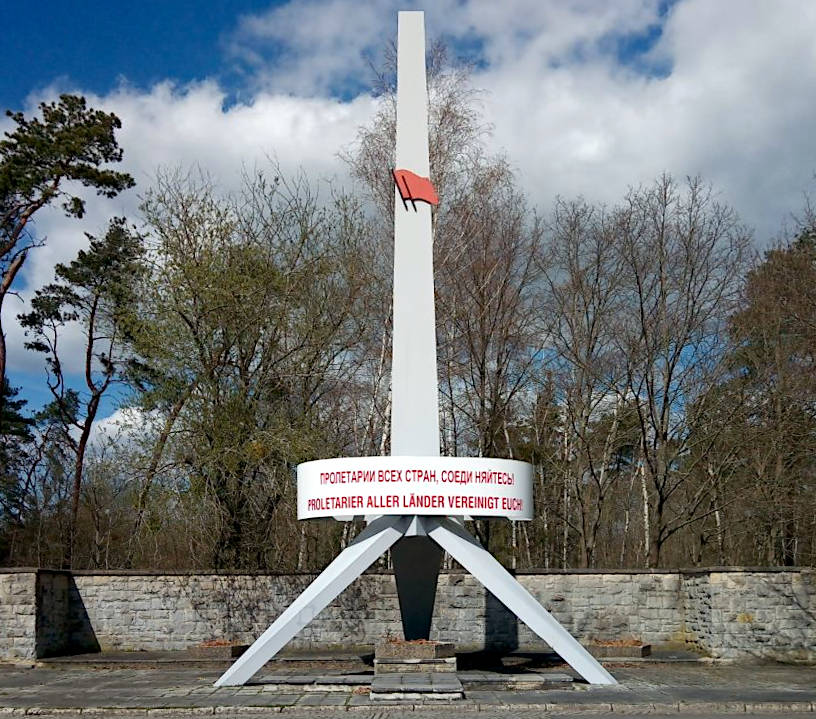
Denkmal an der Ölpfuhlallee in Roßlau

|             | - Hauptbewaffnung 1980 = Kampfpanzer vom Typ T-64 - bis Ende 1991 Abzug der Division in die UdSSR; verbunden mit Auflösung, Neuformierung und Umunterstellung einiger Truppenteile |                                                           |                        |             |           |           |

### 10. Garde-Panzerdivision
| Bezeichnung | Bezeichnung | Bezeichnung                                               | Standort                 | Tarnname     | Truppen-№ | Bemerkung                       |
| ----------- | --- | --------------------------------------------------------- | ------------------------ | ------------ | --------- | ------------------------------- |
|             | 10. Garde-Panzerdivision | 10. Garde-Panzerdivision                                  | Krampnitz bis 1983       | «Alenki»     | 60550     | Magdeburg März 1983 – 1991      |
|             | Führung der Division | Führung der Division                                      |                          |              |           | 1×PPR-3, 1×R-145BM, 1×Р-156xBTR |
|             | | 61. Garde-Panzerregiment                                  | Altengrabow              |              | 58493     |                                 |
|             | | 62. Garde-Panzerregiment                                  | Altengrabow              | «Fagot»      | 60419     |                                 |
|             | | 63. Garde-Panzerregiment                                  | Rosenkrug                | «Preschityi» | 58766     |                                 |
|             | | 248. Garde-MotSchützenregiment                            | Schönebeck               | «Silowoi»    | 47457     |                                 |
|             | | 744. Garde-Panzerartillerieregiment                       | Altengrabow              | «Fljusowyo»  | 34879     |                                 |
|             | | 359. Garde-Flugabwehr-Raketenregiment                     | Potsdam                  |              | 47320     |                                 |
|             | | 112. Selbständiges Aufklärungsbataillon                   | Krampnitz                | «Towodniza»  | 35094     |                                 |
|             | | 152. Selbständiges Fernmeldebataillon                     | Krampnitz / Alten Grabow | «Gerdnyi»    | 61011     | 9×R-145BM, 1×R-2AM              |
|             | | 131. Selbständiges Pionierbataillon                       | Magdeburg / Krampnitz    | «Gitara»     | 58792     |                                 |
|             | | 127. Selbständiges Bataillon Chemische Abwehr             | Krampnitz                |              | 25494     |                                 |
|             | | 1072. Selbständiges Logistik-Bataillon                    | Krampnitz                |              | 34829     |                                 |
|             | | 60. Selbständiges Reparatur- und Instandsetzungsbataillon | Krampnitz                |              | 38661     |                                 |
|             | | 188. Selbständiges Sanitätsbataillon                      | Krampnitz                |              |           |                                 |
|             | Gesamtbestand Kampfpanzer = 364; Schützenpanzer = 300 (BMP); Mannschaftstransporter gepanzert = 11 (BTR); Panzerartillerie = 108 (SAU); Minenwerfer = 30; Mehrfachraketenwerfer = 18 (RSSO) |                                                           |                          |              |           |                                 |

Gegenwärtig ist die Division Bestandteil der Landstreitkräfte der Russischen Föderation, disloziert im Bereich der Stadt Bogutschar und gehört zum Bestand der 20. Gardearmee. Die einzelnen Truppenteile der Division sich im Wesentlichen in  drei Garnisonen konzentriert. Der Divisionsstab befindet sich in Bogutschar und in Woronesch liegt das 248. MSR. Das 6. MSR liegt in Kursk und gehört nach Umgliederung der 63. GPRund der 6. SMSBr ebenfalls zur 10. GPD.

### 12. Garde-Panzerdivision
| Bezeichnung | Bezeichnung | Bezeichnung                                               | Standort           | Tarnname    | Truppen-№ | Bemerkung                                            |
| ----------- | --- | --------------------------------------------------------- | ------------------ | ----------- | --------- | ---------------------------------------------------- |
|             | 12. Garde-Panzerdivision | 12. Garde-Panzerdivision                                  | Neuruppin          | «Istorija»  | 58440     |                                                      |
|             | Führung der Division | Führung der Division                                      |                    |             |           | 7×BTR-80, 8×BTR-60, 1×PPR-3, 1×R-145BM, 1×Р-15 6×BTR |
|             | | 48. Garde-Panzerregiment                                  | Neuruppin          |             | 58589     |                                                      |
|             | | 332. Garde-Panzerregiment                                 | Neuruppin          |             | 47598     |                                                      |
|             | | 353. Garde-Panzerregiment                                 | Neuruppin          |             | 60689     |                                                      |
|             | | 200. Garde-MotSchützenregiment                            | Burg bei Magdeburg | «Keramit»   | 61139     |                                                      |
|             | | 117. Panzer-Artillerieregiment                            | Mahlwinkel         |             | 74037     |                                                      |
|             | | 933. Flugabwehr-Raketenregiment                           | Burg               | «Akselband» | 35866     |                                                      |
|             | | 18. Selbständiges Garde-Aufklärungsbataillon              | Mahlwinkel         | «Rogatsch»  | 60491     |                                                      |
|             | | 490. Selbständiges Fernmeldebataillon                     | Neuruppin          |             | 35139     |                                                      |
|             | | 136. Selbständiges Garde-Pionierbataillon                 | Neuruppin          | «Tawotniza» | 58348     |                                                      |
|             | | Selbständige Kompanie Chemische Abwehr                    | Neuruppin          |             | 25496     |                                                      |
|             | | 1074. Selbständiges Logistik-Bataillon                    | Neuruppin / Wulkow |             | 47541     |                                                      |
|             | | 64. Selbständiges Reparatur- und Instandsetzungsbataillon | Neuruppin          |             | 84861     |                                                      |
|             | | 208. Selbständiges Sanitätsbataillon                      | Neuruppin          |             | 58219     |                                                      |
|             | Gesamtbestand Kampfpanzer = T-80; Schützenpanzer = BMP; Mannschaftstransporter gepanzert = BTR; Panzerartillerie = 54 (SAU) |                                                           |                    |             |           |                                                      |

Im Jahre 1990 begann der Abzug der 12. GPD vom Territorium der DDR, der mit der Umgliederung der Truppenteile im Zusammenhang stand. Am 19. November verfügte der Großverband noch über Panzerartillerie-Waffensysteme 54xSAU (2S1 «Gwosdika» und 2С3 «Akazija»). Bereits 1991 waren alle Panzer abgezogen.